# Taavi Rõivas
Taavi Rõivas (Tallinn, 26 september 1979) is een Ests politicus. Van maart 2014 tot november 2016 was hij premier van Estland. Voordien was hij van 2012 tot 2014 minister van Sociale Zaken onder premier Andrus Ansip. Rõivas is lid van de Eesti Reformierakond, waarvan hij tussen 2014 en 2017 de partijleider was.

## Biografie
In 1998 werd Rõivas lid van de Eesti Reformierakond. Van 1999 tot 2002 was hij politiek adviseur van de minister van Justitie, Märt Rask. In 2005 werd hij adviseur van toenmalig premier Andrus Ansip.
In 2014 maakte Ansip zijn aftreden bekend. Zijn beoogde opvolger was voormalig premier Siim Kallas, die de functie aanvankelijk accepteerde, maar op 12 maart 2014 onverwacht aangaf er toch van af te zien. Daarop werd Taavi Rõivas naar voren geschoven als nieuwe premier. Op 20 maart 2014 werd een coalitieakkoord bereikt met de Sociaaldemocratische Partij en op 26 maart 2014 werden Rõivas en zijn kabinet beëdigd. Met een leeftijd van 34 jaar was hij op dat moment de jongste regeringsleider binnen de Europese Unie. Vanaf 6 april 2014 was Rõivas tevens partijleider van de Reformierakond.
Bij de parlementsverkiezingen van 2015 bleef de Reformierakond onder Rõivas de grootste partij van Estland. Zijn tweede kabinet ging op 9 april van dat jaar van start en bestond, naast zijn eigen partij, ook uit sociaaldemocraten en leden van de conservatieve Pro Patria en Res Publica. Deze coalitiepartners trokken in het najaar van 2016 hun steun aan de regering echter in, waarna Rõivas door een motie van wantrouwen in de Riigikogu (het Estische parlement) werd weggestemd. Hij stapte op 23 november 2016 op en werd als premier opgevolgd door Jüri Ratas van de Centrumpartij. Ook trad hij af als partijleider, een functie die begin 2017 werd overgedragen aan Hanno Pevkur.

### Persoonlijk
Rõivas spreekt naast zijn moedertaal ook Fins en Engels. Hij is getrouwd met zangeres Luisa Värk, samen hebben zij een dochter.
- Gemeinsame Normdatei: 1105987868
- Nationale Bibliotheek van Letland: 000345431
- Parlement.com: vjnscmob3zo5
- Virtual International Authority File: 153146937738013830384
- WorldCat: E39PBJxxjQW9dWBdv8H9PYvJXd